# CGP Grey
CGP Grey este un youtuber și creator de podcast-uri american. Canalul său principal de Youtube poartă același nume, CGP Grey, și conține filmulețe educaționale. Grey administrează încă două canale: CGPGrey2 și CGP Play, ultimul folosit pentru transmisiunea live a jocurilor video pe care le joacă.
Canalul de Youtube CGPGrey conține filmulețe educaționale distractive pe diferite subiecte, inclusiv politică, geografie, economie, istorie și cultură. Cel mai popular clip este despre terminologia Insulelor Britanice, care a devenit viral⁠(d) în 2011. De atunci, clipurile realizate de Grey au primit o atenție sporită, inclusiv din partea unor publicații ca Business Insider și The Washington Post.
Pe lângă producția video, activitatea lui Grey include realizarea podcastului Hello Internet împreună cu un alt youtuber, Brady Haran, pe care cei doi l-au început în 2014. Din 2015, găzduiește încă un podcast, Cortex, împreună cu Myke Hurley de la Relay FM⁠(d).

## Viață timpurie
Grey a crescut în statul New York, în insula Long Island a New York City. A frecventat universitatea în Upstate New York, obținând o diplomă de fizică și una în sociologie.
Bunica sa s-a născut în Irlanda, iar când Grey era copil, tatăl său a obținut cetățenie irlandeză; astfel, Grey deține cetățenie dublă: americană și irlandeză. Acest lucru i-a permis să beneficieze de oportunitatea de a locui și activa în Uniunea Europeană, în particular orașul Londra. El a remarcat că dacă nu se muta peste hotare cât viața personală încă nu-i era constrânsă de responsabilități, probabil nu o făcea niciodată. La Londra, Grey a urmat un curs de masterat în economie și a rămas să locuiască acolo mai bine de zece ani.
Luând decizia de a lucra ca profesor de fizică în Regatul Unit, Grey a trecut un curs cu durata de un an pentru a obține certificatul PGEC⁠(d), care i-a oferit dreptul de a preda fizica în Anglia și Țara Galilor. A lucrat ca profesor cu întreruperi cauzate de activitatea paralelă ca youtuber și a părăsit pedagogia când cariera pe Youtube a devenit profitabilă și stabilă. În prezent, Grey este co-prezentatorul a două podcast-uri: Hello Internet și Cortex.

## Clipuri
Canalul de Youtube CGP Grey conține, printre altele, o serie de clipuri educaționale Grey Explains, în care autorul explică mai multe subiecte legate de politică, geografie, economie și cultura în Regatul Unit. Grey vorbește pe fundalul unor animații, fotografii și scheme. Deși aproape toate clipurile sunt însoțite de vocea sa, Grey niciodată nu își arată fața în ele; mai mult, chipul său este ascuns și la aparițiile sale în alte filmulețe, Grey preferând să folosească o figură în formă de omuleț cu ochelari pentru a se reprezenta. Clipurile sale conțin deseori legături hyperlink ascunse, care de cele mai multe ori trimit la clipuri de Monty Python. Grey a declarat că stilul clipurilor sale a fost inspirat din seria Zero Punctuation⁠(d) de Yahtzee Croshaw⁠(d).
Grey folosește Logic Pro⁠(d) X pentru a-și înregistra vocea pe muzica de fundal, atribuită de obicei compozitorului Kevin MacLeod⁠(d). Din 2010 până la începutul lui 2016, obișnuia să creeze cadre individuale în Inkscape și să le monteze cu Final Cut Pro X⁠(d), dar în prezent folosește Adobe After Effects⁠(d) pentru ambele sarcini, datorită noilor colaborări cu alți specialiști în animație, care folosesc After Effects. Grey își lansează clipurile cu o frecvență cu mult mai scăzută decât alți youtuberi: conform lui Grey însuși, motivul este dorința lui de a-și studia minuțios tema și a-și pregăti în detaliu scenariul; multe proiecte ale sale nu mai ajung să fie finalizate.
Câteva clipuri au apărut la CBS, printre care unul care explică concepții înțelese greșit și altul despre istoria Familiei Regale Britanice. În alte două clipuri este explicată diferența dintre Londra, Anglia și City of London, cât și tradiții neobișnuite ale ultimei, practicate până în prezent. Două filmulețe despre legea drepturilor de autor și Colegiul electoral din SUA au apărut pe site-ul Mashable⁠(d). Grey a mai explicat și neajunsurile monedelor de un cent american⁠(d) din punct de vedere economic, într-un clip intitulat Death to Pennies (din engleză Moarte monedelor de unu). Într-o serie de clipuri, intitulată „Politică în Regatul Animalelor”, Grey descrie și explică diferite procedee electorale (gerrymandering, minoritate dominantă⁠(d), criteriul Condorcet⁠(d), sistemul bipartid, efectul spoilerului⁠(d)), criticând sistemul electoral majoritar clasic⁠(d) și demonstrând avantajele relative ale votului uninominal preferențial⁠(d), sistemului electoral mixt⁠(d) și votului unic transferabil⁠(d). Humans Need Not Apply⁠(d) (din engleză Nu angajăm oameni), clipul preferat al lui Grey, a fost apreciat pozitiv în mai multe publicații, precum Business Insider, HuffPost și Forbes.

## Podcast-uri

### Hello Internet

Logotipul Hello Internet

În ianuarie 2014, Grey a lansat, în colaborare cu youtuber-ul Brady Haran, podcast-ul Hello Internet. HI a ajuns pe locul 1 în clasamentul podcast-urilor pe iTunes în Regatul Unit, Statele Unite, Germania, Canada și Australia. În august 2017, Grey estima numărul de ascultători între 600.000 și 900.000 de persoane.
În podcast, gazdele discută despre viața lor ca youtuberi profesionali, conținutul filmulețelor pe care le crează, cât și interesele lor și lucrurile care îi deranjează. Temele de discuție includ eticheta în tehnologie, recenzii ale filmelor și serialelor, accidente aviatice, vexilologie, futurologie, de asemenea diferențele între personalitățile și stilurile de viață ale lui Grey și Haran.

### Cortex
Grey și-a lansat cel de-al doilea podcast, Cortex, la 3 iunie 2015, în colaborare cu Myke Hurley de la Relay FM⁠(d). În fiecare episod, cei doi discută despre metodele și instrumentele pe care le aplică pentru a-și spori productivitatea și creativitatea. Managementul timpului, automatizarea și produsele Apple sunt subiecte frecvente în podcast.